# Giro do Pacífico Sul

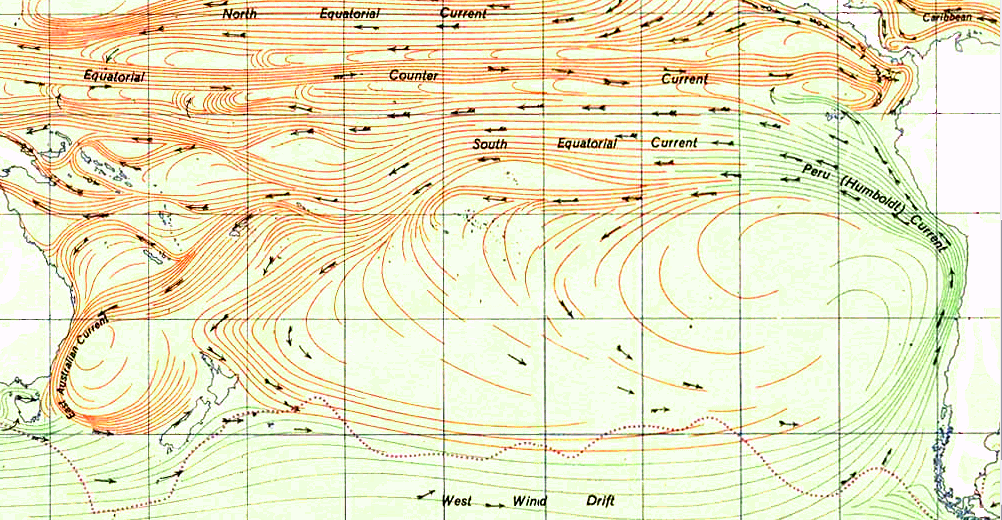
O Giro do Pacífico Sul.

O Giro do Pacífico Sul é o maior sistema da Terra de correntes oceânicas, localizado ao sul da Linha do Equador, entre a América do Sul e a Austrália. É principalmente inativo e contém pouca vida marinha.